# Gay News
Gay News é um jornal quinzenal em Inglaterra fundado em Junho de 1972 numa colaboração entre antigos membros da Frente de Libertação Gay da Campanha para a Igualdade Homossexual (CHE). No clímax do jornal, a circulação era de 18,00 a 19,000 cópias.

## História daGay News
O grupo de editores originais inclui Denis Lemon (editor), Martin Corbett - que mais tarde foi um membro activo da ACT UP - David Seligman, um membro fundador do London Gay Switchboard, Ian Dunn do Grupo Minoritário Escocês, Glenys Parry (presidente nacional da CHE), Suki J. Pitcher, e Doug Pollard, que mais tarde lançou o jornal gay semanal, Gay Week (chamado também de Gweek). É agora um apresentador da Joy Melbourne 94.9 FM, a primeira estação de rádio a tempo inteiro gay da Austrália, e foi durante um tempo editor da Melbourne Star, o jornal quinzenal da cidade. Entre os Amigos Especiais da Gay News encontrava-se Graham Chapman de Flying Circus de Monty Python, o seu colega David Sherlock, e Antony Grey, secretário britânico da Sociedade para a reforma jurídica dos homossexuais, de 1962 a 1970.
O sexo entre homens foi parcialmente descriminalizado por homens acima de 21 anos em Inglaterra e Gales com a passagem do Acto de Ofensas Sexuais 1967. Depois dos Motins de Stonewall em Nova Iorque (1969), a Frente de Libertação Gay espalhou-se pelos Estados Unidos da América até Londres em 1970. Gay News foi uma resposta a uma nação de lésbicas e homens gay que pedia novidades do movimento de libertação que estava a florescer.
O jornal teve um papel essencial na luta pelos direitos da homossexualidade, no Reino Unido, na década de 1970. Foi descrito por Alison Hennegan (que se juntou ao jornal como Editora de Recursos Assistente e Editora Literária em Junho de 1977) como a "sala de debates" do movimento. Apesar de ser apenas um jornal, reportando a discriminação e os avanços sociais e políticos, também fazia campanha à reforma legal, incluindo a paridade com a idade de consentimento heterossexual aos 16 anos, contra a hostilidade da igreja que tratava a homossexualidade como um pecado e a medicina que tratava a homossexualidade como uma doença. Promovia a igualdade de direitos no emprego (notavelmente na área controversa de ensinar) e o movimento de união de trocas numa altura em que a política de esquerda no Reino Unido ainda tinha influência histórica pelas suas raízes não conformistas na sua hostilidade para com os homossexuais. Mas sobre a influências dos seus editores de recursos, Howes e Hennegan, também descobriram a história cultural do lesbianismo de várias décadas assim como mostrar novos desenvolvimentos na arte. Keith Howes mais tarde publicou a referência enciclopédica, Broadcasting It, aparentemente lidando com homossexualidade em filme, rádio e TV de 1923 a 1993, mas atingindo uma crítica cultural da homossexualidade britânica no século XX.
Dois dos novos membros da equipa do jornal, Michael Mason e Graham McKerrow, mais tarde fundaram o jornal mensal de Londres Capital Gay que foi lançado em junho de 1981.
Gay News desafiava as autoridades no início, publicando anúncios pessoais, em desafio com a lei - em edições mais actuais esta secção tinha sempre o título de Love knoweth no laws (o Amor não conhece leis).
No primeiro ano de publicação, o editor Denis Lemon foi acusado e multado por obstrução, por tirar fotos do comportamento policial fora de um bar popular em Earls Court, o Coleherne pub.
Em 1974, Gay News foi acusado de obscenidade, tendo publicado uma capa com uma foto de dois homens a beijar-se. Ganhou o caso em tribunal.
O jornal foi retratado no filme Tommy, de 1975.
Em 1976, Mary Whitehouse fez uma queixa de blasfémia (Whitehouse contra Lemon) contra o jornal e o seu editor, Denis Lemon, sobre a publicação do poema de James Kirkup, The Love that Dares do Speak its Name (o Amor que se atreve a dizer o seu nome) em 3 de Junho de 1976. Denis Lemon foi considerado culpado quando o caso foi a tribunal em Julho de 1977, sentenciado a uma pena suspensa de 9 meses e multado em £1,000. Acumulando um total de multas e custos de tribunal contra Lemon e a Gay News, dá um valor de £10,000. Depois de uma campanha e vários apelos a pena suspensa foi retirada, mas a acusação permaneceu. O caso trouxe uma grande cobertura dos media na altura. Em 2002 a BBC Radio 4 emitiu uma peça sobre o julgamento.
Gay News Ltd deixou de comercializar em 15 de Abril de 1983.

## Campanha contra W. H. Smith
Um dos maiores problemas que o jornal enfrentou foi, apesar de não ser uma publicação obscena, não encontrarem pontos de venda. W. H. Smith controlava a maior parte da distribuição de jornais e revistas no Reino Unido através de um subsídio e eles recusaram-se a vender o jornal e permitir a sua companhia de distribuição a distribuí-lo para outros fornecedores. Várias campanhas organizadas pela comunidade gay para envergonhar W. H. Smith levando-o a seguir em frente com o jornal, tiveram sucesso.

## Julgamentos famosos
- Whitehouse -v- Lemon; Whitehouse -v- Gay News Ltd On Appeal From Regina -v- Lemon[1979] 2 WLR 281